# National Association for the Advancement of Colored People
La Asociación Nacional para el Progreso de las Personas de Color conocida por sus siglas en inglés NAACP (National Association for the Advancement of Colored People) fue fundada el 12 de febrero de 1909 por un grupo de activistas multirraciales estadounidense que respondían al nombre de "The Call" (La Llamada). Inicialmente se llamaron a sí mismos National Negro Committee (Comité Nacional Negro), cambiando su nombre en el segundo congreso celebrado en mayo de 1910.

## Fundadores
Ida B. Wells, William Edward Burghardt Du Bois, Henry Moskowitz, Mary White Ovington, Oswald Garrison Villiard, William English Walling, un grupo de diferentes razas y religiones, condujo a la llamada ("The Call") a renovar la lucha por la libertad civil y política de Estados Unidos.

## Historia

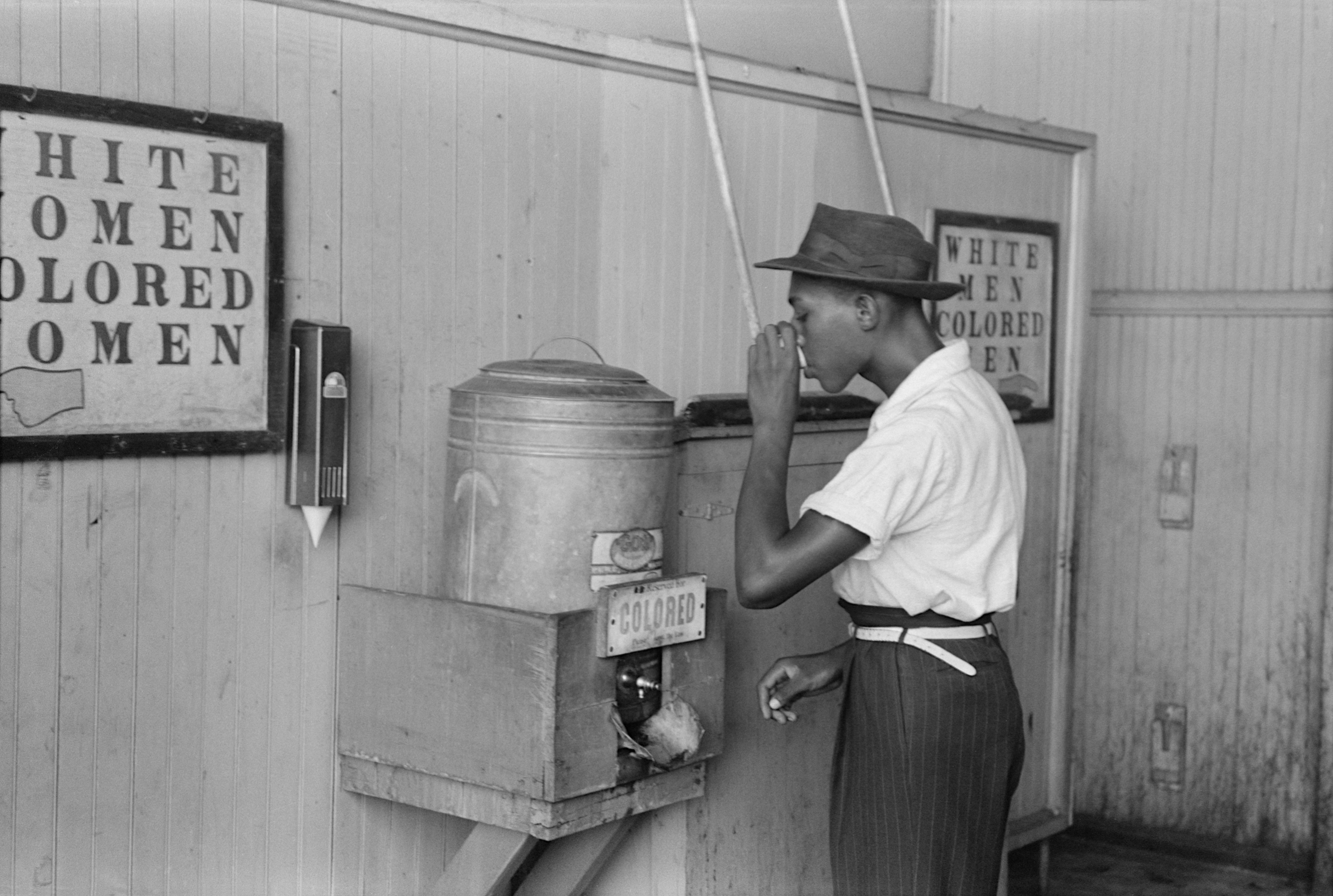
Un afroamericano bebiendo agua en una zona designada para personas negras en 1939 en una estación de tranvías en Oklahoma City.

En 1905 un grupo de 32 afroamericanos se reunieron para hacer frente a los desafíos que sufría dicha minoría en los Estados Unidos a través de estrategias y posibles soluciones, debido a la segregación existente en los hoteles de los Estados Unidos. Estos hombres decidieron reunirse bajo el liderazgo del académico de Harvard, William Edward Burghardt Du Bois en un hotel situado en el lado canadiense de las cataratas del Niágara. Como resultado, el grupo fue conocido como el Niagara Movement (Movimiento del Niágara). Un año después, tres personas de raza blanca entraron a formar parte del movimiento: el periodista, William E. Walling, la trabajadora social, Mary White Ovington y el trabajador social judío, Henry Moskowitz.
El grupo de reciente creación, que luchaba con recursos limitados, decidió aumentar su número de miembros para incrementar la efectividad de su lucha. Recibieron más de 60 solicitudes de apoyo por parte de personalidades estadounidenses de la época. El día del discurso se estableció el 12 de febrero de 1909 para coincidir con el centésimo cumpleaños de Abraham Lincoln. El discurso no se celebró hasta tres meses después, aunque la primera fecha es la que se cita normalmente como fecha de fundación de la organización.
El 30 de mayo de 1909 la conferencia del Niagara Movement tuvo lugar en Henry Street Settlement House, en la ciudad de Nueva York. Debido a esta conferencia surgió una organización de más de 40 personas, la cual se hacía llamar National Negro Comitee. Du Bois se encargó de organizar y presidir el evento, al que también acudió la periodista afrodescendiente Ida B. Wells, cofundadora de la NAACP. Una segunda conferencia se llevó a cabo en mayo de 1910 donde se eligió el nombre que ahora lleva la asociación, National Association for the Advancement of Colored People. El nombre se adquirió el 30 de mayo, aunque no se incorporarían sus siglas hasta 1911. La asociación realizó una carta de principios en la que daba a conocer su misión (traducido al español):
"Para promover la igualdad de derechos y para erradicar los prejuicios de casta y raza entre los ciudadanos de Estados Unidos. Para avanzar el interés de los ciudadanos de color, para asegurarles un sufragio imparcial, y aumentar sus oportunidades para asegurar la justicia en los tribunales, educación para los niños, empleo según su capacidad y completa igualdad ante la ley"
La conferencia fortaleció a la organización. En la dirección predominaban personas de raza blanca, en su mayoría judíos. De hecho, al ser fundada, la NAACP solo tenía un afroamericano en su junta directiva, se trataba de Du Bois. No se eligió a un presidente negro hasta 1975. La comunidad judía contribuyó de forma positiva a la fundación de la NAACP y a su continuo financiamiento.
Du Bois continuó desempañando diversos trabajos en la asociación y sirvió como redactor en la revista de la asociación, The Crisis, que tuvo una tirada de más de 30 000 ejemplares.
El presidente de la asociación, desde su fundación hasta 1915, fue el liberal y de raza blanca Moorfield Storey. Storey era un defensor de los derechos civiles, y no solo defendía los derechos de las personas de raza negra, también a los de Nativos Americanos e inmigrantes, y se opuso a las restricciones de inmigración.

## Organización
La sede central se encuentra en Baltimore, Maryland (Estados Unidos). Cuenta también con oficinas regionales en California, Nueva York, Míchigan, Misuri, Georgia y Texas.
La NAACP funciona a nivel nacional, con 64 miembros en la junta directiva que a su vez es dirigida por un presidente, que es elegido por la propia junta. El actual presidente es Bruce S. Gordon, elegido en 2005 tras la dimisión de Kweisi Mfume, quién ocupó el cargo durante nueve años. En marzo de 2007 Gordon fue reelegido.
La organización cuenta con diferentes departamentos de acción como el departamento legal, el cual se dedica a casos judiciales referentes a minorías, discriminación en el trabajo, el gobierno o la educación. La oficina de Washington D. C. se ocupa de proponer leyes al Gobierno de Estados Unidos, y al Departamento de Educación del mismo para mejorar la educación pública a nivel local, estatal y federal.